# Sint-Martinuskerk (Herzele)
De Sint-Martinuskerk (gewijd aan de heilige Martinus van Tours) te Herzele is een on-georiënteerde rooms-katholieke kruiskerk met een deels ommuurd kerkhof. Op het kerkhof zijn er Belgische en Britse oorlogsgraven van beide wereldoorlogen te vinden. Tussen 1912 en 1914 werd de kerk opnieuw ontworpen en opgebouwd door architect Henri Valcke. Vandaag is de Sint-Martinuskerk de hoofdkerk van de parochie Herzele-Houtem.

## Geschiedenis
De parochiekerk, die ontworpen werd door de architect Henri Valcke in 1911, toont restanten van de vroeg-gotische kerk en de neogotische kerk uit 1912–1913. Gerard Thienpont, Hendrik Coppejans, Maurits Nevens worden ook vermeld als ontwerpers. Valcke had deze opdracht gekregen in 1906 van de burggraaf du Parc Locmaria.
De geschiedenis van de kerk gaat terug tot in de 10de eeuw. In de 13de eeuw vond er achteraan de kerk ook een brand plaats. Daarnaast is de kerk ook een drietal keer beroofd. Eerst beroofde Lodewijk van Male de kerk in 1381. Het leger van Maximiliaan Van Oostenrijk overviel de kerk in 1485. Ten slotte namen ook de Spanjaarden in 1579 de kerk in. Pas in de 19de eeuw werd de kerk uitgebreid. De fundering bleef echter langs de buitenkant ongewijzigd. 
Tot in de 20de eeuw zijn er geen veranderingen gebeurd aan de kerk. Vanaf 1908 vond er een uitbreiding plaats door een nieuwe verbouwing. Pas in 1912 startte de restauratie van de kerk. Er werd ook een noodkerk gebouwd. Wanneer de restauratiewerken begonnen, bleven de kapellen en de toren ongewijzigd. De kerk was klaar in 1913 maar ze hadden de kerk verkeerd georiënteerd. De kerk is namelijk naar het westen gericht. 

## Architectuur

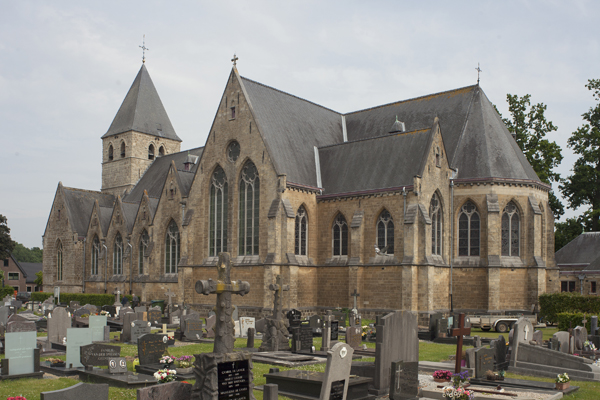
Exterieur met kerkhof

Een exacte datum wanneer de eerste Sint-Martinuskerk in Herzele werd gebouwd, is er niet. De kerk werd vernield door de oorlog. De heropbouw startte in 1600 en de laatste werken werden beëindigd in 1625. Tot op vandaag kan je nog de resten van deze heropbouw zien. Het onderste deel van de toren is het oudste gedeelte van de kerk. Ze bestaat uit witsteen (zandsteen) en dateert vanuit deze tijd. De witsteen is typisch voor deze streek aangezien deze stenen in de streek werd opgegraven in Borsbeke en in Balegem. 
In 1829 werd het westelijk deel en het middenkoor van de kerk afgebroken en werd er een nieuw schip met koor gebouwd ten westen van het oude gedeelte. De toren zou vanaf dan gebruikt worden als ingang. Henri Valcke plande een gedeeltelijke renovatie: het oude gedeelte van de voorgevel afbreken en de kerk naar het westen richten. Vóór de afbraak, namelijk in 1912-1913, werd beslist om een noodkerk op te richten zodat de inwoners van Herzele nog steeds naar de kerk konden gaan. 
Op 1 maart 1913 werd de gedeeltelijke sloop van de oude kerk gestart. De opgaande buitenmuren van het schip tot de hoogte van de vensters, de toren en de zijkapellen uit de 16de eeuw bleven behouden. De westkant van de kerk werd uitgebreid. De uitbreiding was nodig want door de oorlog waren er meer kerkhangers. Op 9 augustus 1914 werd de heropgebouwde kerk ingehuldigd. Het is het vijfde kerkgebouw op deze plaats. In 2001 startten de herstellingswerken aan de montanten en de glasramen, aan de toren en het natuurstenen parement. 
De kerk is heropgebouwd in neogotische stijl. Typisch zijn de brandramen met spits en het maaswerk. Het oudste deel van de kerk de toren dateert van vroeger en is gebouwd in romaanse stijl. 
Wie de toren bekijkt, zal merken dat er geen symmetrie is. De galmgaten lopen niet gelijk: langs de ene kant zijn er drie gaten, langs de andere kant zijn er twee. De reden waarom dit niet gelijk is, is niet gekend.

## Interieur
Het meubilair in de Sint-Martinuskerk is ontworpen in een neogotische stijl in de 20de eeuw. Ook de glasramen samen met het altaar dateren uit die periode. Het orgel echter dateert uit een vroegere eeuw, net zoals sommige schilderijen die in de kerk te vinden zijn. 

### Meubilair
Het meubilair is deels hergebruikt van oude meubels die ontworpen werden in de neogotische stijl. Ze werden ontworpen door de heer Remi Rooms voor de nieuwe kerk die dateert uit 1913. Een zijaltaar van de heilige Rochus bevindt zich aan de noordelijke zijde van de kerk met centraal op het zijaltaar het Heilige Rochusbeeld. Aan beide kanten bevindt zich een beeld van de heilige Johannes Baptista en heilige Barbara. In de zijkapellen naast de toren staan blokaltaren gemaakt uit zandsteen. 
In de kerk bevindt zich een eiken communiebank die fragmentarisch is bewaard, een kansel die dateert uit de 17de eeuw met reliëfs gevormd met de buste van de heilige Mattheus en symbolen van de vier evangelisten. De kansel werd gerestaureerd in het jaar 1936. Er bevinden zich ook twee biechtstoelen uit de 18de eeuw die oorspronkelijk uit de oude kerk waren. Er zijn ook twee neogotische biechtstoelen aan de linkerzijde en de rechterzijde van de kerk die vermoedelijk dateren uit 1920 van Remi Rooms. 
Aan de linkerzijde van het altaar bevindt zich een arduinen doopvont met koperen deksel op steunpilaar. Deze dateert uit het jaartal 1616.

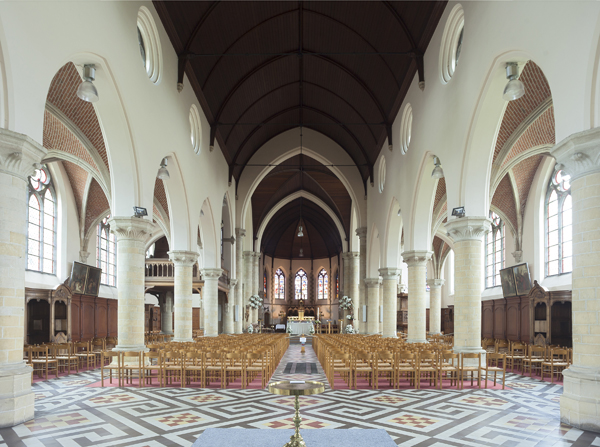
Schip
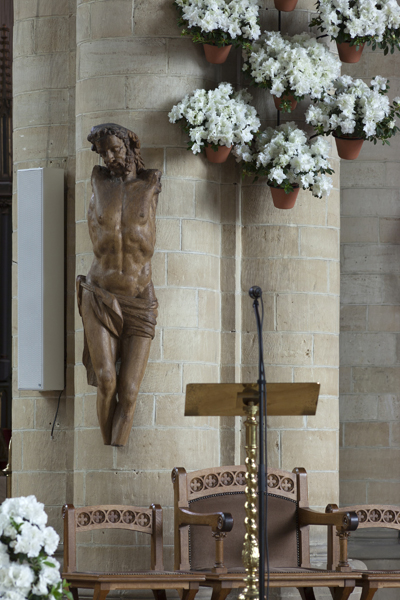
Beeld van Christus
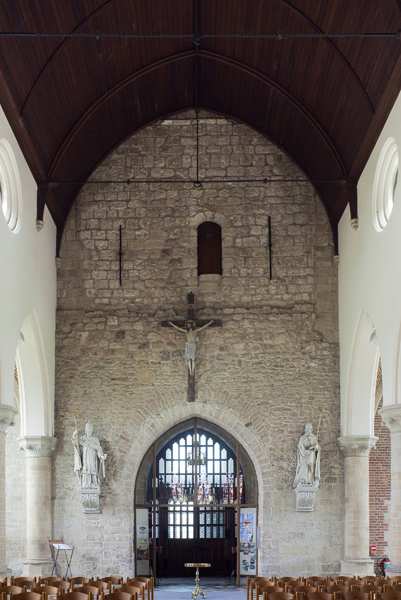
Westgevel
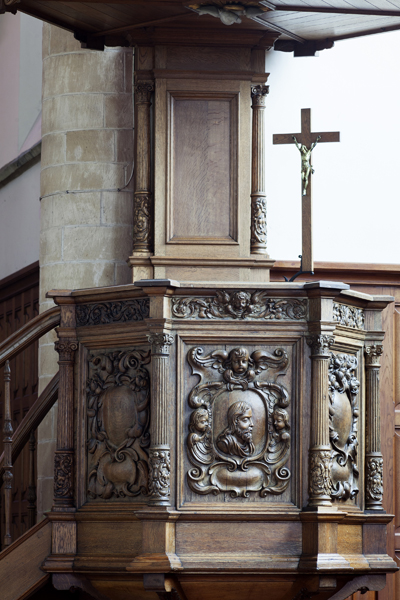
Preekstoel

### Glasramen
Achter het altaar van de kerk bevinden zich de glasramen. Deze glasramen staan gericht naar het westen en stammen uit de 20ste eeuw.  
Ze werden gemaakt door de heer Hendrik Coppejans. Het middelste schilderij stelt de Calvarieberg voor, links ervan hangt de Verschijning van het Heilig Hart aan Margaretha Alacoque en rechts daarvan bevindt zich het Avondmaal te Emmaüs. Dit zou ongeveer naar schatting gemaakt zijn rond het jaar 1934. Het meest uiterste glasraam aan de rechter zijdestelt de Steniging van de heilige Stefanus voor. Het linkse glasraam stelt dan weer de heilige Petrus voor die de sleutel ontvangt. Beide glasramen zijn ontworpen door de heer De Loore en uitgevoerd in Gent tussen de jaren 1898 en 1956 door de heer Cesar Vanhevele. De twee grote zijramen van het koor verbeelden De kroning van Maria en de heilige Rochus, ontworpen door Michel de Loore en uitgevoerd door César van Heeffler. Beide glasramen dateren uit het jaartal 1954. De twee vensters met afbeeldingen van St. Jozef en St. Martin (rechts) en St. Agnes en St. Barbara (links) in een transept ontworpen door M. Nevens en uitgevoerd door Herman Mortier werden in het jaartal 1961 geplaatst. 

### Orgel
Er is een authentiek orgel in de kerk die in het jaar 1856 is gemaakt. Dit is nog steeds in goede staat. Vandaag is het orgel echter niet meer bespeelbaar. Het orgel is in het jaar 1929 gesigneerd door een gekende orgelbouwer genaamd Oscar Anneessens van de Anneessens familie en dit orgel kan niet bezocht worden door bezoekers. 

### Schilderijen
De schilderijen in de kerk Sint-Martinuskerk in Herzele hangen aan de linker- en rechterkant als je binnenkomt. Er hangen veel schilderijen in de kerk. In de Heilige Grafkapel hangt het schilderij met kruisafneming waar de kruisweg op is geschilderd door Jozef Meganck in het jaar 1807-1991. In de kerk hangt er ook een schilderij die de marteling van Sint-Livinus van 1603 weergeeft. Over de resterende schilderijen is geen informatie bekend. 

### Altaar
Er staat in de Sint-Martinuskerk Herzele ook een altaar. Dit altaar staat gecentraliseerd in de kerk. Het altaar of offertafel is gemaakt uit snoeihout en acaciahout., Het is gemaakt door aannemer Burxelman van Ledeberg. Het is in de neogotische stijl uitgevoerd door Remi Rooms rond 1913. In zowel de voorkant als achterkant van het altaar en de zijkanten van het altaar zijn cirkelvormige mandala's met de hand gekerfd. 

### Beelden
Tussen het portaal en het schip zijn twee beelden te zien van de heilige Cornelius en heilige Martinus. 

In de kerk zijn verschillende houten beelden te vinden zoals een houten beeld van de heilige Rochus, de heilige Rita en de heilige Theresia. In de zijkapel bij het binnenkomen, staat een houten beeld van Jezus in het graf uit de 17de eeuw.

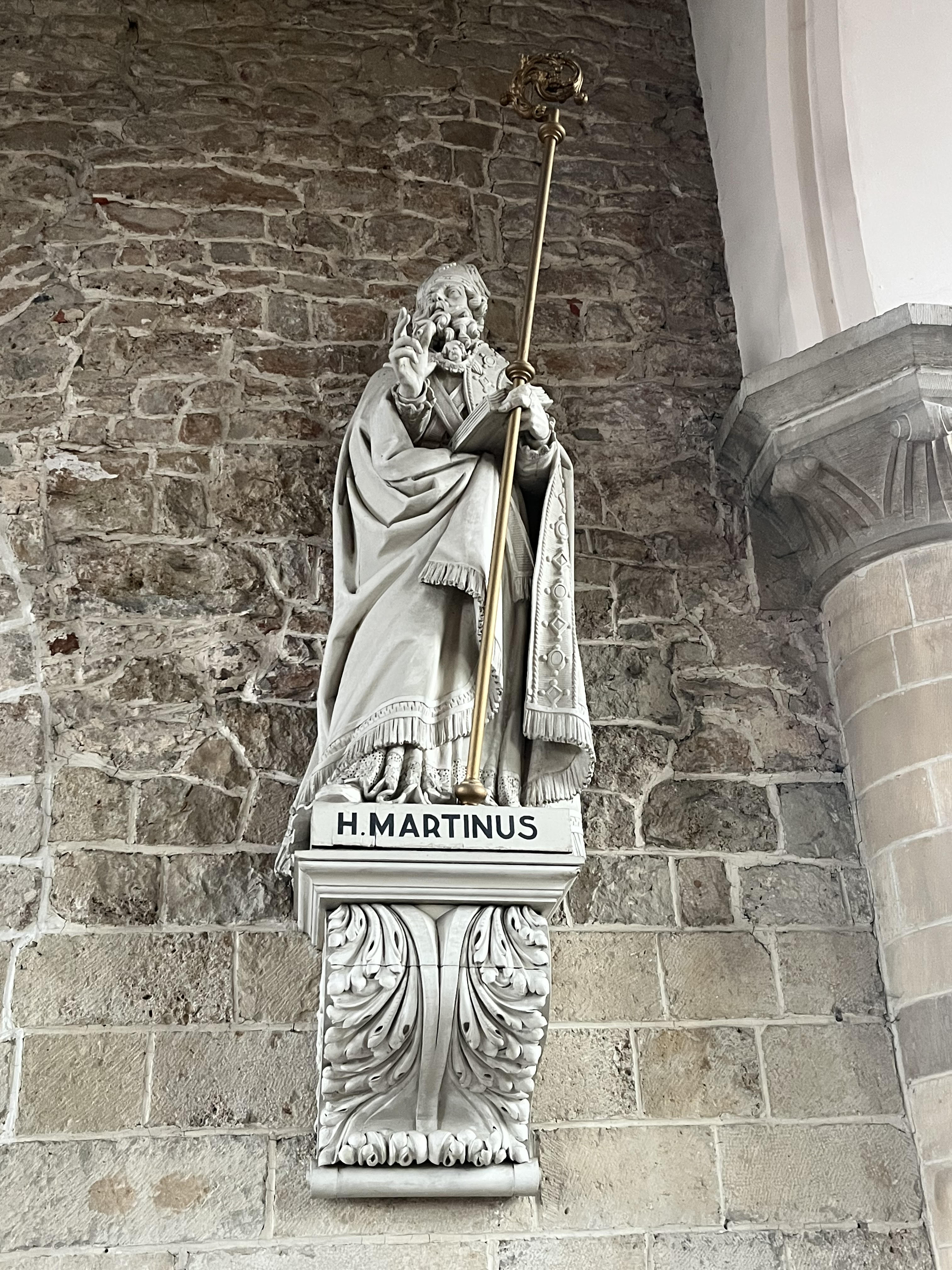
Heilige Martinus
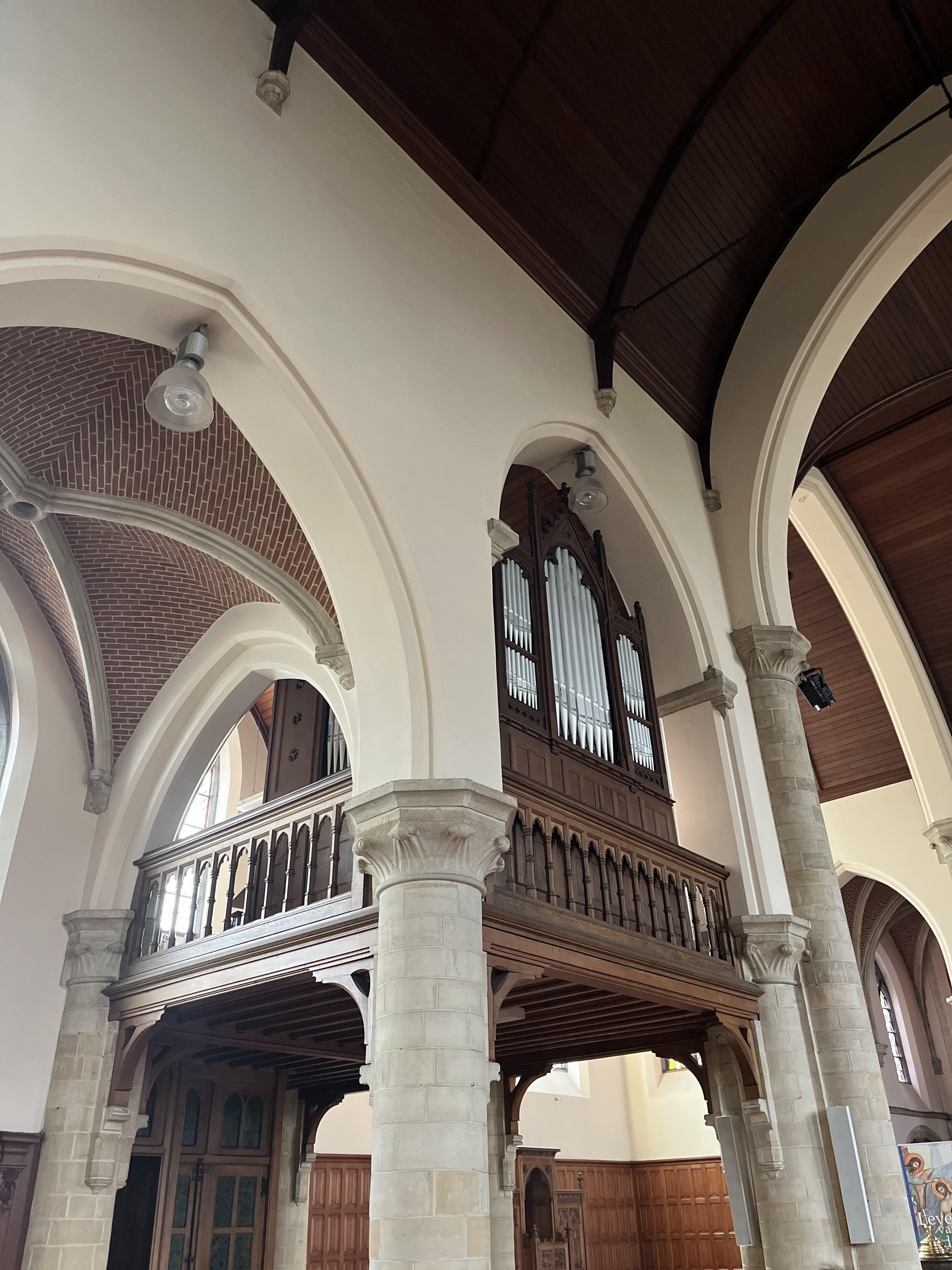
Het orgel
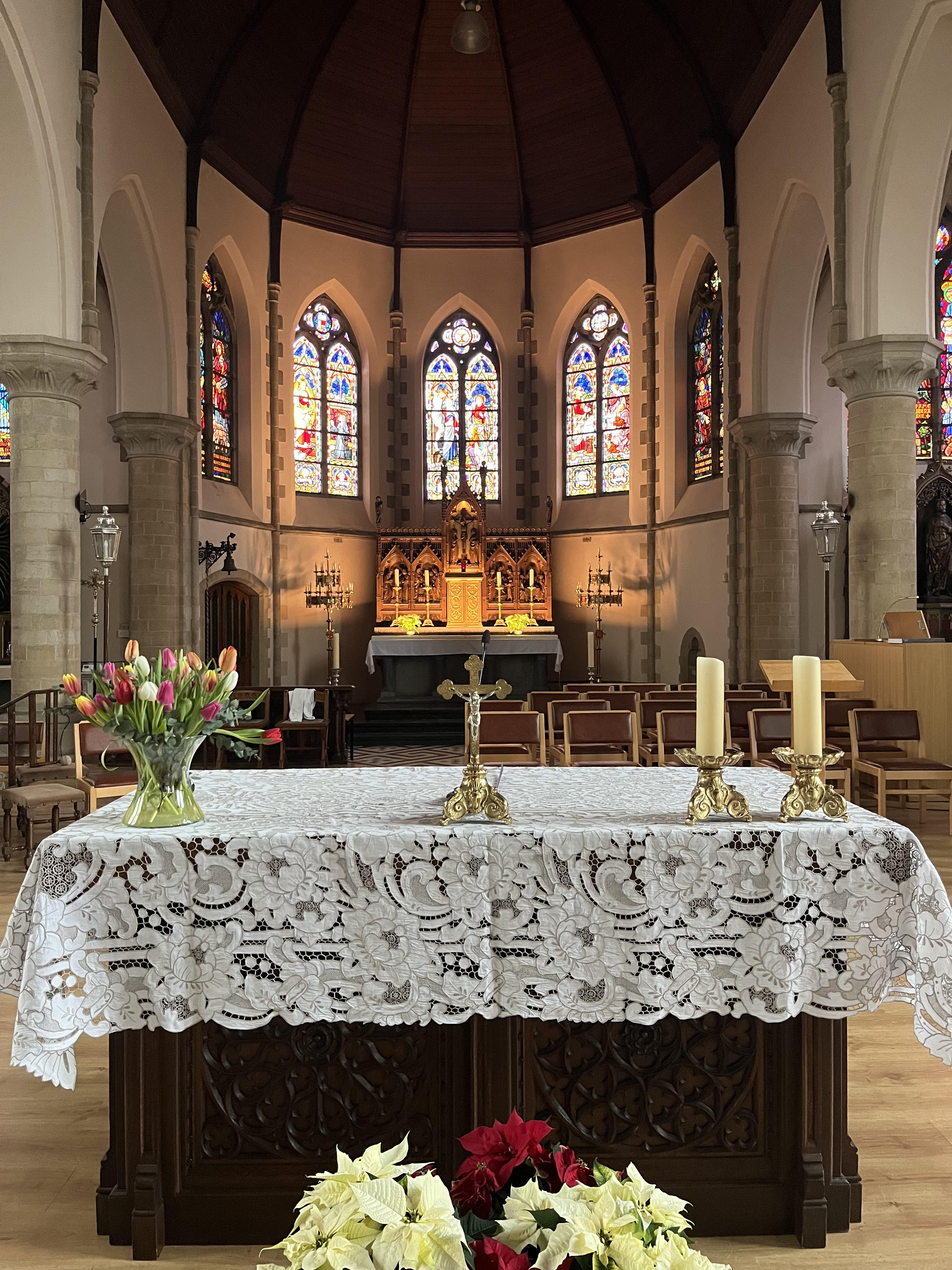
Het altaar
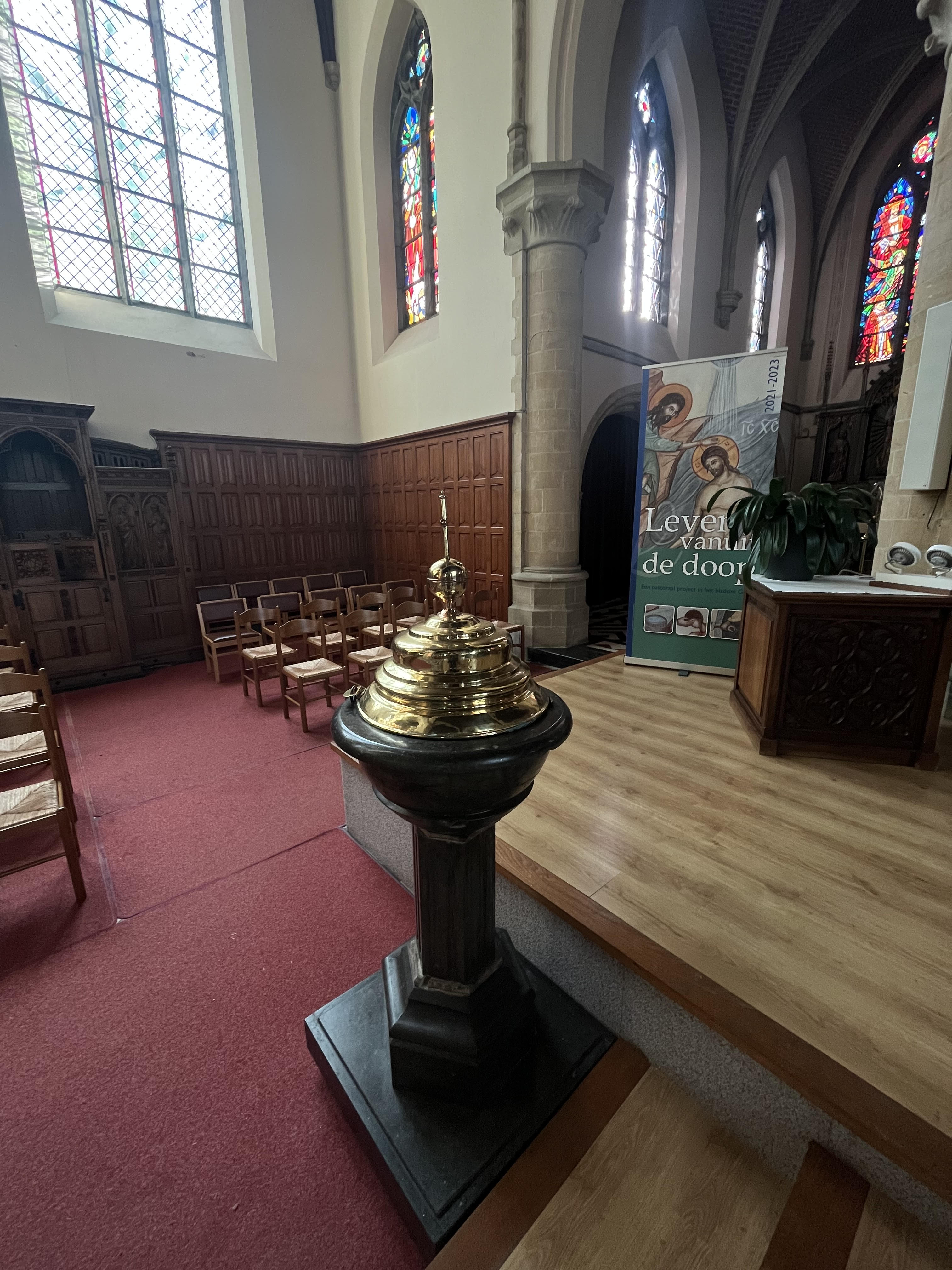
Doopvont

## Kerkhof
Het kerkhof van Herzele is gesitueerd rondom de Sint-Martinuskerk en is ommuurd met een witte bakstenen muur.